# Geschützter Landschaftsbestandteil Steinbruch Rosenberg

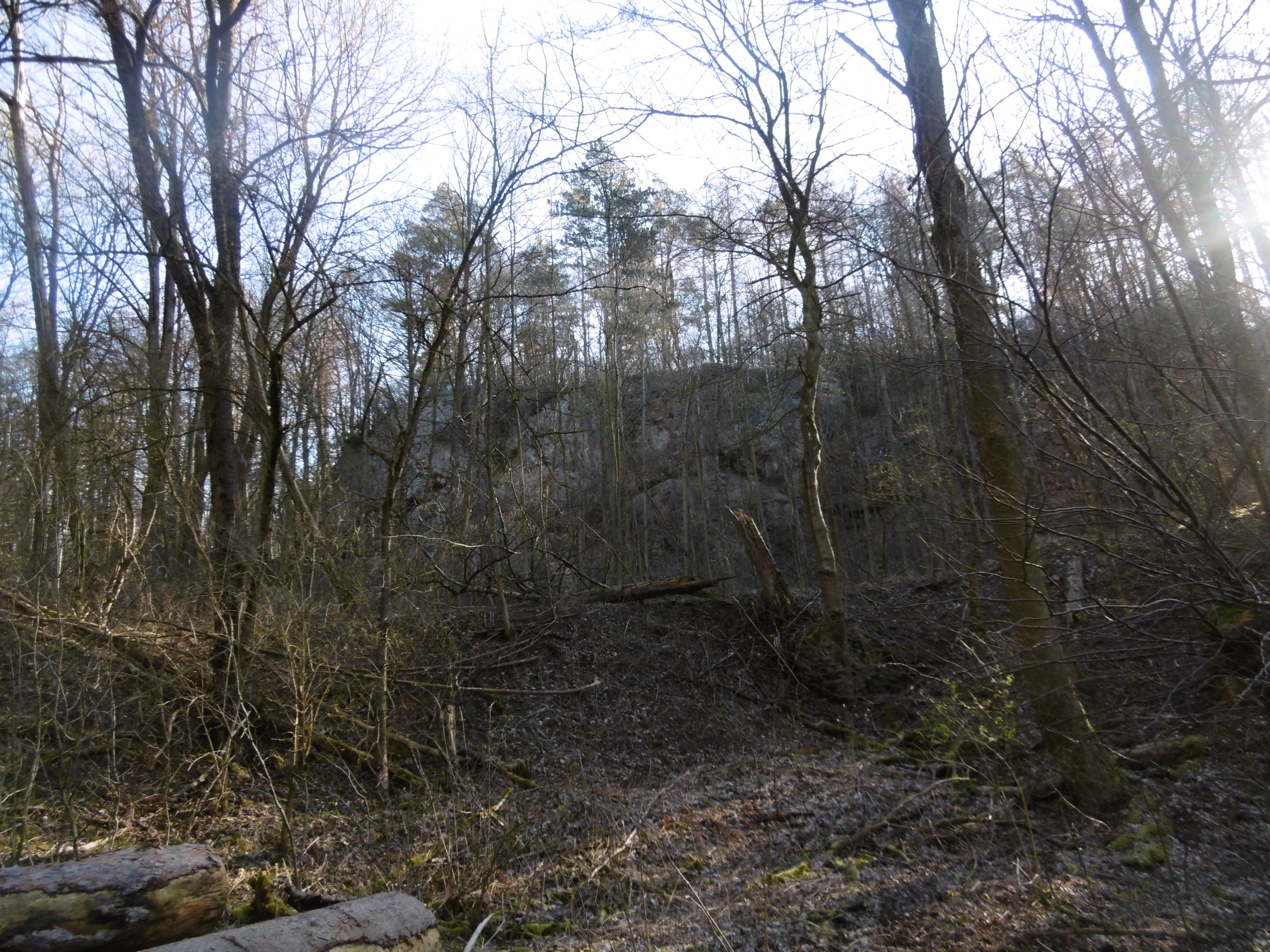
Geschützter Landschaftsbestandteil Steinbruch Rosenberg

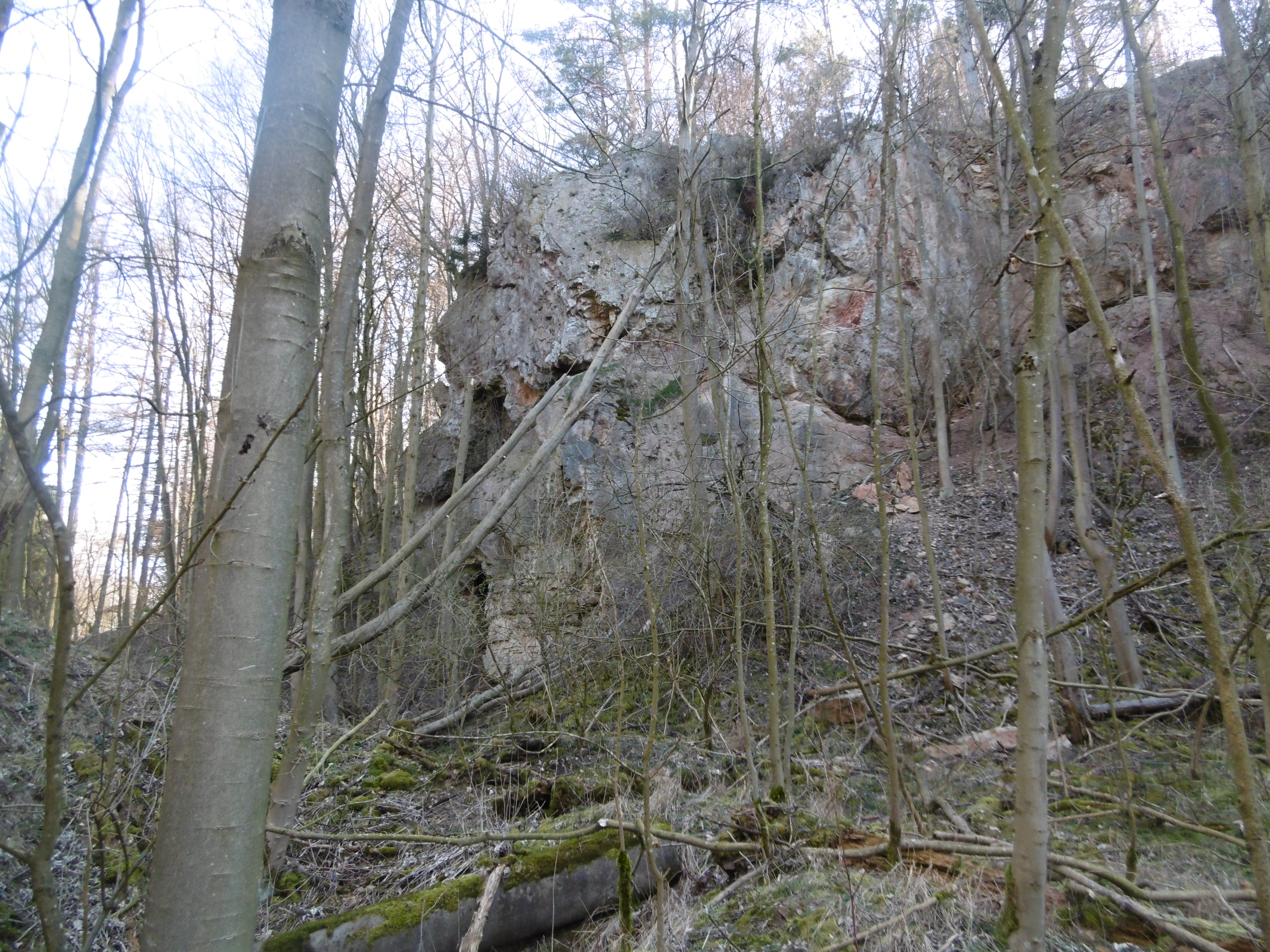
Östliche Bereich vom LB

Der Geschützte Landschaftsbestandteil Steinbruch Rosenberg mit 0,75 ha Flächengröße liegt im Stadtgebiet von Marsberg nördlich von Westheim im Hochsauerlandkreis. Das Gebiet wurde 2008 mit dem Landschaftsplan Marsberg durch den Kreistag des Hochsauerlandkreises als Geschützter Landschaftsbestandteil (LB) ausgewiesen. Das LB ist umgeben vom Landschaftsschutzgebiet Randhöhen zwischen Sintfeld und Diemeltal.

## Beschreibung
Der Landschaftsplan führt zum LB aus: „Das Schutzobjekt erfasst eine kleine, aufgelassene Kalksteinabgrabung am westlichen Unterhang des Rosenberges mit einer bis zu 20 m hohen, klüftigen Bruchwand und einer vorgelagerten Kalk-Blockschutthalde. Der Bereich wirkt vorrangig durch seinen ausgeprägten Schluchtwaldcharakter auffällig mit den gesellschaftstypischen Arten der Baumschicht (überwiegend Esche und Bergahorn) und hohen Anteilen an Mondviole in der Krautschicht. Diese Pflanzengesellschaft setzt sich westlich des Steinbruch-begrenzenden Wirtschaftsweges in einer Tallage mit periodisch wasserführendem Bachlauf fort. Sie hebt sich als typischer Vegetationskomplex der kühlfeuchten Gebirgslagen fast fremdartig aus den umgebenden, überwiegend trockenwarmen Lebensraumtypen des Plangebietes heraus. Der Zechsteinaufschluss der Bruchwand ist geowissenschaftlich erhaltenswürdig und steigert mit seinen zahlreichen Klüften die Biotopvielfalt im Gebiet. Auf der teilweise überhängenden Oberkante stockt überwiegend Kiefernwald; im Norden und Westen gehen die Schluchtwaldrelikte in Fichtenforste über. Der LB ist latent durch Verkippung – vor allem mit organischem Material – gefährdet.“

## Schutzzweck
Die Ausweisung als LB erfolgte:
- Zur Erhaltung, Entwicklung oder Wiederherstellung der Leistungs- und Funktionsfähigkeit des Naturhaushaltes
- Zur Belebung, Gliederung oder Pflege des Orts- und Landschaftsbildes
- Zur Abwehr schädlicher Einwirkungen

Das LB stellt, wie die anderen LBs im Landschaftsplangebiet, einen herausragenden Lebensraum für die ökologischen Leistungsfähigkeit des Naturhaushaltes dar. Dient ferner als landschaftsgliederndes und -belebendes Element. Die Ausweisung dient der Abwehr realer oder potenzieller schädlicher Einwirkungen durch Pflanzenentnahme, Relief- oder Gewässerveränderungen usw.